# TRACECA
TRACECA (acrónimo de TRAnsport Corridor Europe-Caucasus-Asia, ou seja, Corredor de Transporte Europa-Cáucaso-Ásia) é uma organização internacional de cooperação económica constituída por 14 estados da Europa Oriental, Cáucaso e Ásia Central, fundada em 1993 através do Acordo Multilateral de Transporte Internacional para o Desenvolvimento do Corredor de Transporte Europa-Cáucaso-Ásia. 
O Secretariado Permanente foi criado em março de 2000 com sede em Baku, Azerbaijão. Inaugurado em fevereiro de 2001 com a participação do presidente do Azerbaijão Heydar Aliyev, de Javier Solana, de Chris Patten e Anna Lindh. O primeiro eleito como Secretário Geral foi o representante da Geórgia, embaixador Zviad Kvatchantiradze. 
Atualmente o secretariado permanente é dirigido por Rustan Jenalinov do Cazaquistão.

## Membros

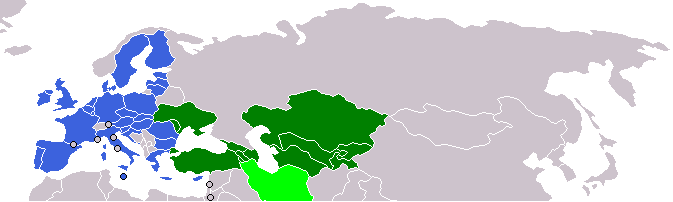
União Europeia
Estados membros do TRACECA
Estados membros sem participação devido a sanções da ONU e UE

Os seguintes estados participam no TRACECA: Arménia, Azerbaijão, Bulgária, Geórgia, Cazaquistão, Irão, Moldávia, Quirguistão, Roménia, Turquia, Ucrânia, Uzbequistão, Tajiquistão, Turquemenistão.